# Chiesa del Sacro Cuore di Gesù e San Giovanni Battista
La chiesa del Sacro Cuore di Gesù e San Giovanni Battista è la parrocchiale a Castel Guelfo di Bologna nella città metropolitana di Bologna. Appartiene al vicariato di Budrio-Castel San Pietro Terme dell'arcidiocesi di Bologna e risale forse al XV secolo.

## Storia
Attorno al XV secolo nella fortezza dalla quale Castel Guelfo prese il nome esisteva un piccolo luogo di culto adatto ad accogliere pochi fedeli, quindi la popolazione locale era costretta a recarsi nelle chiese di San Martino in Medesano a Medicina, di Santa Reparata e di Santa Maria degli Albimani. Virgilio Malvezzi, che si era trasferito nella cittadina, costrì le sue difese murarie e diede disposizioni per l'erezione della chiesa ormai necessaria. La costruzione venne ultimata nel 1462.
Oltre tre secoli più tardi, tra il 1799 e il 1887, venne costruito ed ultimato il nuovo luogo di culto che ci è pervenuto. Il progetto originario fu di Angelo Venturoli, che era stato incaricato dal senatore Piriteo Malvezzi. Non fu possibile seguire le indicazioni del progetto perché il sito scelto non permetteva lo sviluppo necessario e, intanto, era morto anche il senatore e l'edificio fu ultimato nel 1887.
Durante gli anni ottanta venne realizzato un intervento conservativo sulle coperture del tetto e nei primi anni del XXI secolo prima fu restaurata la facciata poi l'intera struttura.

## Descrizione

### Esterno
Il sito sul quale si trova la chiesa è nella parte storica più antica di Castel Guelfo, sulla centrale via Antonio Gramsci ed a breve distanza dalla porta cittadina che si apre su piazza Dante Alighieri. La facciata neoclassica si presenta suddivisa in due ordini sormontati dal frontone triangolare e con le parti laterali a salienti.

### Interno
Le navate interne sono tre, come la facciata lascia capire. La volta centrale è a vela mentre le laterali sono a soffitto orizzontale. La parte del presbiterio ha base quadrangolare.